# Cephalomanes ledermannii
Cephalomanes ledermannii är en hinnbräkenväxtart som först beskrevs av Guido Georg Wilhelm Brause, och fick sitt nu gällande namn av Edwin Bingham Copeland. Cephalomanes ledermannii ingår i släktet Cephalomanes och familjen Hymenophyllaceae. Inga underarter finns listade.